# Mario Kart
Mario Kart (マリオカート?, Mario Kāto) è una serie di videogiochi di corse su kart, basata sul franchise di Mario, sviluppata e pubblicata da Nintendo a partire dal 1992.

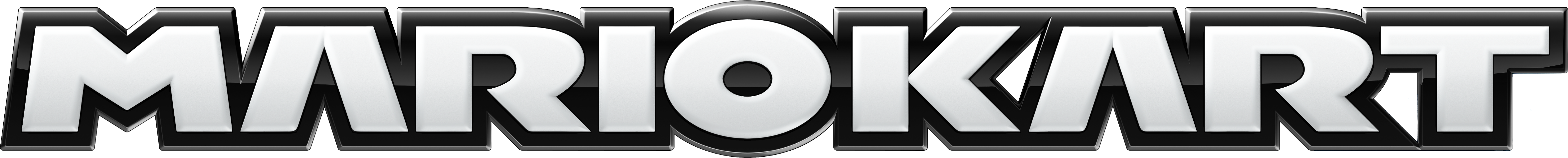
Logo ufficiale della serie dal 2014

I giocatori competono in gare di go-kart utilizzando i personaggi della serie Mario e avvalendosi di vari potenziamenti. Alcuni titoli hanno incluso personaggi di altri franchise popolari come The Legend of Zelda, Animal Crossing, Pac-Man e Splatoon.
La serie ha venduto complessivamente 189 milioni di copie in tutto il mondo, con l'ottavo capitolo che risulta essere uno dei videogiochi più venduti di sempre.

## Storia
Il primo capitolo della serie, Super Mario Kart, fu commercializzato il 27 agosto 1992 per Super Nintendo ed ebbe un grande successo di pubblico, anche grazie all'innovativo sistema di rotazione della telecamera che simulava un effetto tridimensionale. Il gioco era ricco di circuiti ambientati in praterie, spiagge, case stregate, castelli e, come gran finale, la "Pista Arcobaleno", la quale diventò poi un circuito simbolo della serie apparendo in tutti i capitoli successivi; il gioco introduceva inoltre diversi oggetti come gusci verdi, funghi scatto e banane per ostacolare gli avversari durante le gare.
Il secondo capitolo della serie, Mario Kart 64, fu commercializzato il 14 dicembre 1996 per Nintendo 64. Il gioco utilizzava 16 nuove piste completamente in tre dimensioni, ma i personaggi erano bidimensionali; rispetto all'episodio precedente, fu aggiunta la possibilità di giocare in multiplayer a quattro giocatori e la modalità Prova a tempo in cui poter salvare i propri tempi migliori per cercare di batterli in seguito. Nonostante venisse considerato inferiore al primo capitolo, Mario Kart 64 riuscì a vendere dieci milioni di copie in tutto il mondo e a superare la concorrenza di Diddy Kong Racing.
Il terzo capitolo della serie, Mario Kart: Super Circuit, fu commercializzato il 21 luglio 2001 per Game Boy Advance. Il gioco utilizzava un motore grafico avanzato per l'epoca, con effetti simili alle tre dimensioni; il gameplay venne inoltre rinnovato e vennero aggiunti nuovi circuiti. Infine venne introdotta l'abilità di giocare in più giocatori con una sola cartuccia di gioco.
Nel 2003 esce Mario Kart: Double Dash!! su GameCube, con nuovi personaggi e l'opportunità di usarne due allo stesso tempo su un solo veicolo. Ogni personaggio ha degli oggetti esclusivi, ma solo il personaggio che non è alla guida li può lanciare, per questo viene introdotta la possibilità di cambiare il personaggio alla guida con il "cecchino" che è posizionato dietro; inoltre gli oggetti ottenuti vengono mostrati in mano ai personaggi scelti. Furono, inoltre, introdotti nuovi circuiti, oggetti e nuove modalità Battaglia a base di furti di  Soli Custodi o di Bob-ombe.
A fine 2005 è la volta della versione per Nintendo DS, Mario Kart DS, il primo capitolo per console portatile in tre dimensioni. Il gioco presenta, oltre ai nuovi circuiti, alcuni tracciati dei precedenti capitoli, rinnovati sotto diversi aspetti. Oltre a questo bisogna sottolineare la presenza di parecchi personaggi e veicoli diversi, ognuno con le proprie qualità. Il giocatore può anche disegnarsi un simbolo da applicare sul proprio veicolo grazie al touch screen. Inoltre, con Mario Kart DS la serie introduce le sfide multiplayer online via Nintendo Wi-Fi Connection. Questa modalità ha immediatamente avuto un successo fenomenale, raccogliendo milioni di giocatori da tutto il mondo. Il gioco ha venduto più di ventitré milioni di copie dalla sua uscita.
L'11 aprile 2008 Mario Kart Wii debutta in Europa (in Giappone il giorno prima). Questo capitolo riprende il motore grafico di Double Dash!! con qualche miglioramento, introduce le moto (che hanno un sistema di guida un po' diverso dal kart), e modifica la tecnica dello snaking che in Mario Kart: Double Dash!! consentiva di utilizzare un miniturbo con la pressione alternata di alcuni tasti durante una derapata. Mario Kart Wii raccoglie a sé alcuni circuiti dei precedenti episodi nelle coppe denominate "Coppe Retrò". Il gioco include nella confezione un volante di plastica chiamato Wii Wheel, che regala un'esperienza di gioco unica e immersiva. La modalità Wi-Fi di questo episodio è realizzata in maniera eccellente, con un sacco di opzioni e rallentamenti inesistenti. Inoltre, i giocatori di tutto il mondo non sono più anonimi e viene mostrata la loro nazionalità e il loro nome, inoltre venne aggiunta la modalità speculare che rispecchia i vari tracciati in 150cc.
Il 2 dicembre 2011 esce Mario Kart 7 per Nintendo 3DS. Il gioco introduce nuovi personaggi e un gran numero di novità, come la reintroduzione delle monete nei percorsi, la possibilità di personalizzare il proprio kart e una nuova dinamica di guida denominata "Land-Water-Air" (ovvero "Terra-Acqua-Aria"), grazie alla quale i veicoli ottengono la possibilità di planare per qualche manciata di secondi o scorrazzare in sezioni subacquee del tracciato che prima di Mario Kart 7 erano considerate "fuori pista". Il punto forte del gioco sono la grafica (meno luminescente e più godibile rispetto a quella di Mario Kart Wii), il sonoro e l'effetto stereoscopico. 
Mario Kart 7 contiene 16 circuiti nuovi e 16 presi dai vecchi giochi, ma migliorati. La modalità Wi-Fi è pressoché identica a quella della controparte per Wii, sebbene i partecipanti siano ora solo 8 per gara. Inoltre il Guscio spinoso, per non svantaggiare troppo chi è in testa alla gara, tende a filare radente al tracciato come prima di Mario Kart: Double Dash!!, avendo quindi la possibilità di travolgere qualsiasi concorrente sul suo percorso.
Annunciato durante il Nintendo Direct di giugno 2013, Mario Kart 8 esce ufficialmente alla fine di Maggio del 2014 per Wii U. Il gioco introduce un sistema anti-gravità, grazie al quale si può correre sui muri e sottosopra e gli oggetti subiscono due variamenti: il primo è che dopo che la roulette degli oggetti si ferma, l'oggetto selezionato (tranne i seguenti oggetti: Triplo guscio verde/rosso, Tripla banana e Triplo fungo scatto) viene mostrato sulla mano del corridore fino al suo utilizzo, e il secondo è che si può avere in proprio possesso solo un oggetto per volta. Invece che in arene apposite le battaglie si svolgono su 8 circuiti tra quelli delle altre modalità. Inoltre viene introdotta la "Mario Kart TV" (MKTV), un servizio con il quale si può creare un piccolo filmato con i momenti salienti della gara da condividere su Internet e salvare schermate della gara. Vengono anche reinserite le moto, che però non possono impennare se non per puro scopo grafico durante un'accelerazione e funzionano come normali kart, e una nuova categoria di veicoli, gli ATV; sono più veloci dei normali kart e hanno una velocità fuori pista maggiore. In questo gioco è possibile usare gli amiibo. Questi ultimi travestono i propri Mii nei principali personaggi di alcune serie Nintendo, a seconda dell'amiibo che si acquista. È il primo gioco della serie ad avere dei DLC a pagamento (tra il 2014 e 2015), nel 2014 venne introdotta la modalità 200cc che è la difficoltà massima del gioco. 
Il 28 aprile 2017 per Nintendo Switch è uscito Mario Kart 8 Deluxe, una versione migliorata di Mario Kart 8. Mario Kart 8 Deluxe aggiunge un nuovo livello di miniturbo, 8 arene di battaglia, i cubi oggetto doppi e 6 personaggi. Inoltre si possono avere 2 oggetti contemporaneamente e i DLC del gioco originale sono inclusi. Dal 2022 al 2023, con il DLC a pagamento Pass percorsi aggiuntivi sono stati aggiunti 48 circuiti, 8 personaggi e l'abilità di giocare con degli oggetti personalizzati. Mario Kart 8 Deluxe è il gioco della serie con più circuiti in assoluto.
Il 2 aprile 2025 è stato mostrato il primo trailer di Mario Kart World, uscito il 5 Giugno 2025 insieme alla console Nintendo Switch 2.

## Videogiochi
| 1991      | Mario Kart                    |
| 1992      | Super Mario Kart              |
| 1993–1995 |                               |
| 1996      | Mario Kart 64                 |
| 1997–2000 |                               |
| 2001      | Mario Kart: Super Circuit     |
| 2002      |                               |
| 2003      | Mario Kart: Double Dash       |
| 2004      |                               |
| 2005      | Mario Kart Arcade GP          |
| 2005      | Mario Kart DS                 |
| 2006      |                               |
| 2007      | Mario Kart Arcade GP 2        |
| 2008      | Mario Kart Wii                |
| 2009–2010 |                               |
| 2011      | Mario Kart 7                  |
| 2012      |                               |
| 2013      | Mario Kart Arcade GP DX       |
| 2014      | Mario Kart 8                  |
| 2015–2016 |                               |
| 2017      | Mario Kart 8 Deluxe           |
| 2017      | Mario Kart Arcade GP VR       |
| 2018      |                               |
| 2019      | Mario Kart Tour               |
| 2020      | Mario Kart Live: Home Circuit |
| 2021–2024 |                               |
| 2025      | Mario Kart World              |

### Capitoli principali
| Anno | Titolo                    | Piattaforma       |
| ---- | ------------------------- | ----------------- |
| 1991 | Mario Kart                | Nintendo          |
| 1992 | Super Mario Kart          | Super Nintendo    |
| 1996 | Mario Kart 64             | Nintendo 64       |
| 2001 | Mario Kart: Super Circuit | Game Boy Advance  |
| 2003 | Mario Kart: Double Dash!! | Nintendo GameCube |
| 2005 | Mario Kart DS             | Nintendo DS       |
| 2008 | Mario Kart Wii            | Nintendo Wii      |
| 2011 | Mario Kart 7              | Nintendo 3DS      |
| 2014 | Mario Kart 8              | Nintendo Wii U    |
| 2017 | Mario Kart 8 Deluxe       | Nintendo Switch   |
| 2025 | Mario Kart World          | Nintendo Switch 2 |

### Spin-off
| Anno | Titolo                        | Piattaforma     |
| ---- | ----------------------------- | --------------- |
| 2005 | Mario Kart Arcade GP          | Arcade          |
| 2007 | Mario Kart Arcade GP 2        | Arcade          |
| 2013 | Mario Kart Arcade GP DX       | Arcade          |
| 2017 | Mario Kart Arcade GP VR       | HTC Vive        |
| 2019 | Mario Kart Tour               | Android, iOS    |
| 2020 | Mario Kart Live: Home Circuit | Nintendo Switch |

## Modalità di gioco
Nella serie di Mario Kart sono presenti sei diverse modalità di gioco:
- Gran Premio: si partecipa ad un torneo composto da quattro gare con una determinata cilindrata (50cc, 100cc, 150cc, 200cc o speculare).
- Sopravvivenza: è un rally a eliminazione con 6 checkpoint; solo un certo numero di giocatori può passare in ogni checkpoint.
- Prova a tempo: si seleziona un circuito e lo si percorre cercando di battere il miglior tempo della CPU o di un altro giocatore (rappresentato da un fantasma intangibile).
- Corsa sfida: si affronta la CPU o si gioca in multigiocatore in un numero di gare deciso a tavolino.
- Battaglia: si svolge all'interno di alcune arene apposite e può avere svariati obiettivi, come raccogliere più monete o bucare i palloncini degli avversari.
- Missioni: si svolgono in circuiti o aree prestabilite dal gioco e hanno come obiettivo quello di realizzare una determinata sfida entro un limite di tempo.

### Personaggi
Durante il corso della serie sono apparsi molti personaggi diversi. Le varianti dei personaggi di Mario Kart Tour non sono incluse in questa lista fatta eccezione di quelle apparse nella serie principale. Nonostante ciò i nuovi personaggi in Mario Kart Tour e nella sotto-serie Mario Kart Arcade GP sono inclusi.
| Personaggio     | SMK | 64 | Super Circuit | Double Dash | Arcade GP | DS | Arcade GP 2 | Wii | 7  | Arcade GP DX | 8  | 8 Deluxe | Arcade GP VR | Tour | Home Circuit | World |
| --------------- | --- | -- | ------------- | ----------- | --------- | -- | ----------- | --- | -- | ------------ | -- | -------- | ------------ | ---- | ------------ | ----- |
| Mario           | Si  | Si | Si            | Si          | Si        | Si | Si          | Si  | Si | Si           | Si | Si       | Si           | Si   | Si           | Si    |
| Luigi           | Si  | Si | Si            | Si          | Si        | Si | Si          | Si  | Si | Si           | Si | Si       | Si           | Si   | Si           | Si    |
| Peach           | Si  | Si | Si            | Si          | Si        | Si | Si          | Si  | Si | Si           | Si | Si       | Si           | Si   | [ 4 ]        | Si    |
| Daisy           | No  | No | No            | Si          | No        | Si | No          | Si  | Si | Si           | Si | Si       | No           | Si   | No           | Si    |
| Rosalinda       | No  | No | No            | No          | No        | No | No          | Si  | Si | Si           | Si | Si       | No           | Si   | No           | Si    |
| Toad            | Si  | Si | Si            | Si          | Si        | Si | Si          | Si  | Si | Si           | Si | Si       | No           | Si   | [ 4 ]        | Si    |
| Toadette        | No  | No | No            | Si          | No        | No | No          | Si  | No | No           | Si | Si       | No           | Si   | No           | Si    |
| Peachette       | No  | No | No            | No          | No        | No | No          | No  | No | No           | No | [ 5 ]    | No           | Si   | No           | No    |
| Yoshi           | Si  | Si | Si            | Si          | Si        | Si | Si          | Si  | Si | Si           | Si | Si       | Si           | Si   | [ 4 ]        | Si    |
| Bowser          | Si  | Si | Si            | Si          | Si        | Si | Si          | Si  | Si | Si           | Si | Si       | cameo        | Si   | No           | Si    |
| Donkey Kong Jr. | Si  | No | No            | No          | No        | No | No          | No  | No | No           | No | No       | No           | Si   | No           | Si    |
| Donkey Kong     | No  | Si | Si            | Si          | Si        | Si | Si          | Si  | Si | Si           | Si | Si       | No           | Si   | No           | Si    |
| Wario           | No  | Si | Si            | Si          | Si        | Si | Si          | Si  | Si | Si           | Si | Si       | cameo        | Si   | No           | Si    |
| Waluigi         | No  | No | No            | Si          | No        | Si | Si          | Si  | No | Si           | Si | Si       | No           | Si   | No           | Si    |
| Baby Mario      | No  | No | No            | Si          | No        | No | No          | Si  | No | Si           | Si | Si       | No           | Si   | No           | Si    |
| Baby Luigi      | No  | No | No            | Si          | No        | No | No          | Si  | No | No           | Si | Si       | No           | Si   | No           | Si    |
| Baby Peach      | No  | No | No            | No          | No        | No | No          | Si  | No | Si           | Si | Si       | No           | Si   | No           | Si    |
| Baby Daisy      | No  | No | No            | No          | No        | No | No          | Si  | No | No           | Si | Si       | No           | Si   | No           | Si    |
| Baby Rosalinda  | No  | No | No            | No          | No        | No | No          | No  | No | No           | Si | Si       | No           | Si   | No           | Si    |
| Koopa           | Si  | No | No            | Si          | No        | No | No          | Si  | Si | No           | Si | Si       | No           | Si   | No           | Si    |
| Tipo Timido     | No  | No | No            | No          | No        | Si | No          | No  | Si | No           | Si | Si       | No           | Si   | No           | Si    |
| Bowser Jr.      | No  | No | No            | Si          | No        | No | No          | Si  | No | Si           | No | Si       | No           | Si   | cameo        | Si    |
| Lakitu          | No  | No | No            | No          | No        | No | No          | No  | Si | Si           | Si | Si       | No           | Si   | No           | Si    |
| Mario metallo   | No  | No | No            | No          | No        | No | No          | No  | Si | Si           | Si | Si       | No           | Si   | No           | No    |
| Mario dorato    | No  | No | No            | No          | No        | No | No          | No  | No | [ 8 ]        | No | Si       | No           | Si   | No           | No    |
| Re Boo          | No  | No | No            | Si          | No        | No | No          | Si  | No | Si           | No | Si       | No           | Si   | No           | Si    |
| Skelobowser     | No  | No | No            | No          | No        | No | No          | Si  | No | [ 9 ]        | Si | Si       | No           | Si   | No           | No    |
| Strutzi         | No  | No | No            | Si          | No        | No | No          | Si  | No | No           | No | [ 5 ]    | No           | Si   | No           | Si    |
| Tartosso        | No  | No | No            | No          | No        | Si | No          | Si  | No | No           | No | Si       | No           | Si   | No           | Si    |
| Plakkoopa       | No  | No | No            | No          | No        | No | No          | No  | No | No           | No | No       | No           | Si   | No           | Si    |
| Bowserotti      | No  | No | No            | No          | No        | No | No          | No  | No | No           | Si | Si       | No           | Si   | cameo        | No    |
| Diddy Kong      | No  | No | No            | Si          | No        | No | No          | Si  | No | No           | No | [ 5 ]    | No           | Si   | No           | No    |
| Abitante        | No  | No | No            | No          | No        | No | No          | No  | No | No           | Si | Si       | No           | No   | No           | No    |
| Fuffi           | No  | No | No            | No          | No        | No | No          | No  | No | No           | Si | Si       | No           | No   | No           | No    |
| Inkling         | No  | No | No            | No          | No        | No | No          | No  | No | No           | No | Si       | No           | No   | No           | No    |
| Link            | No  | No | No            | No          | No        | No | No          | No  | No | No           | Si | Si       | No           | No   | No           | No    |
| Mario tanuki    | No  | No | No            | No          | No        | No | No          | No  | No | [ 13 ]       | Si | Si       | No           | Si   | No           | No    |
| Peach gatto     | No  | No | No            | No          | No        | No | No          | No  | No | No           | Si | Si       | No           | Si   | No           | No    |
| Peach oro rosa  | No  | No | No            | No          | No        | No | No          | No  | No | No           | Si | Si       | No           | Si   | No           | No    |
| Funky Kong      | No  | No | No            | No          | No        | No | No          | Si  | No | No           | No | [ 5 ]    | No           | Si   | No           | No    |
| Dixie Kong      | No  | No | No            | No          | No        | No | No          | No  | No | No           | No | No       | No           | Si   | No           | No    |
| Paratroopa      | No  | No | No            | Si          | No        | No | No          | No  | No | No           | No | No       | No           | No   | No           | No    |
| Pipino Piranha  | No  | No | No            | Si          | No        | No | No          | No  | No | No           | No | [ 5 ]    | No           | Si   | No           | No    |
| Re Bob-omba     | No  | No | No            | No          | No        | No | No          | No  | No | No           | No | No       | No           | Si   | No           | No    |
| Regina Dolceape | No  | No | No            | No          | No        | No | No          | No  | Si | No           | No | No       | No           | No   | No           | No    |
| R.O.B.          | No  | No | No            | No          | No        | Si | No          | No  | No | No           | No | No       | No           | No   | No           | No    |
| Torcibruco      | No  | No | No            | No          | No        | No | No          | No  | Si | No           | No | [ 5 ]    | No           | Si   | No           | Si    |
| Tantatalpa      | No  | No | No            | No          | No        | No | No          | No  | No | No           | No | No       | No           | Si   | No           | Si    |
| Poochy          | No  | No | No            | No          | No        | No | No          | No  | No | No           | No | No       | No           | Si   | No           | No    |
| Martelkoopa     | No  | No | No            | No          | No        | No | No          | No  | No | No           | No | No       | No           | Si   | No           | Si    |
| Ruboniglio      | No  | No | No            | No          | No        | No | No          | No  | No | No           | No | No       | No           | Si   | No           | Si    |
| Kamek           | No  | No | No            | No          | No        | No | No          | No  | No | No           | No | [ 5 ]    | No           | Si   | No           | No    |
| Pauline         | No  | No | No            | No          | No        | No | No          | No  | No | No           | No | [ 5 ]    | No           | Si   | No           | Si    |
| Mii             | No  | No | No            | No          | No        | No | No          | Si  | Si | No           | Si | Si       | No           | Si   | No           | No    |
| Pac-Man         | No  | No | No            | No          | Si        | No | Si          | No  | No | Si           | No | No       | No           | No   | No           | No    |
| Ms. Pac-Man     | No  | No | No            | No          | Si        | No | Si          | No  | No | No           | No | No       | No           | No   | No           | No    |
| Blinky          | No  | No | No            | No          | Si        | No | Si          | No  | No | No           | No | No       | No           | No   | No           | No    |
| Mametchi        | No  | No | No            | No          | No        | No | Si          | No  | No | No           | No | No       | No           | No   | No           | No    |
| Don-Chan        | No  | No | No            | No          | No        | No | No          | No  | No | Si           | No | No       | No           | No   | No           | No    |

### Oggetti
| Oggetto                 | SMK | 64 | Super Circuit | Double Dash | DS | Wii | 7  | 8  | 8 Deluxe | Tour | World |
| ----------------------- | --- | -- | ------------- | ----------- | -- | --- | -- | -- | -------- | ---- | ----- |
| Banana                  | Si  | Si | Si            | Si          | Si | Si  | Si | Si | Si       | Si   | Si    |
| Guscio verde            | Si  | Si | Si            | Si          | Si | Si  | Si | Si | Si       | Si   | Si    |
| Guscio rosso            | Si  | Si | Si            | Si          | Si | Si  | Si | Si | Si       | Si   | Si    |
| Fungo scatto            | Si  | Si | Si            | Si          | Si | Si  | Si | Si | Si       | Si   | Si    |
| Fulmine                 | Si  | Si | Si            | Si          | Si | Si  | Si | Si | Si       | Si   | Si    |
| Super stella            | Si  | Si | Si            | Si          | Si | Si  | Si | Si | Si       | Si   | Si    |
| Guscio spinoso          | No  | Si | Si            | Si          | Si | Si  | Si | Si | Si       | Si   | Si    |
| Triplo fungo scatto     | No  | Si | Si            | Si          | Si | Si  | Si | Si | Si       | Si   | Si    |
| Triplo guscio rosso     | No  | Si | Si            | Si          | Si | Si  | Si | Si | Si       | No   | Si    |
| Triplo guscio verde     | No  | Si | Si            | Si          | Si | Si  | Si | Si | Si       | Si   | Si    |
| Bob-omba                | No  | No | No            | Si          | Si | Si  | Si | Si | Si       | Si   | Si    |
| Fungo scatto dorato     | No  | Si | No            | Si          | Si | Si  | Si | Si | Si       | No   | Si    |
| Tripla banana           | No  | Si | No            | No          | Si | Si  | Si | Si | Si       | Si   | Si    |
| Pallottolo Bill         | No  | No | No            | No          | Si | Si  | Si | Si | Si       | Si   | Si    |
| Boo                     | Si  | Si | Si            | No          | Si | No  | No | No | Si       | No   | Si    |
| Calamako                | No  | No | No            | No          | Si | Si  | Si | Si | Si       | Si   | Si    |
| Cubo oggetto falso      | No  | Si | No            | Si          | Si | Si  | No | No | No       | No   | No    |
| Moneta                  | Si  | No | No            | No          | No | No  | Si | Si | Si       | Si   | Si    |
| Fiore di fuoco          | No  | No | No            | No          | No | No  | Si | Si | Si       | Si   | Si    |
| Fiore di ghiaccio       | No  | No | No            | No          | No | No  | No | No | No       | Si   | Si    |
| Fiore boomerang         | No  | No | No            | No          | No | No  | No | Si | Si       | Si   | Si    |
| Martello                | No  | No | No            | No          | No | No  | No | No | No       | Si   | Si    |
| Pianta Piranha          | No  | No | No            | No          | No | No  | No | Si | Si       | No   | No    |
| Otto matto              | No  | No | No            | No          | No | No  | No | Si | Si       | No   | No    |
| Piuma                   | Si  | No | No            | No          | No | No  | No | No | Si       | Si   | Si    |
| Super clacson           | No  | No | No            | No          | No | No  | No | Si | Si       | Si   | Si    |
| Palla di fuoco          | Si  | No | No            | Si          | No | No  | No | No | No       | No   | No    |
| Uovo di Yoshi           | Si  | No | No            | Si          | No | No  | No | No | No       | Si   | No    |
| Uovo di Strutzi         | No  | No | No            | Si          | No | No  | No | No | No       | Si   | No    |
| Bolla                   | No  | No | No            | No          | No | No  | No | No | No       | Si   | No    |
| Casco di banane         | No  | Si | No            | No          | No | No  | No | No | No       | No   | No    |
| Banana gigante          | No  | No | No            | Si          | No | No  | No | No | No       | Si   | No    |
| Barili di banane        | No  | No | No            | No          | No | No  | No | No | No       | Si   | No    |
| Megafungo               | No  | No | No            | No          | No | Si  | No | No | No       | Si   | Si    |
| Blocco POW              | No  | No | No            | No          | No | Si  | No | No | No       | No   | No    |
| Cannone fungo scatto    | No  | No | No            | No          | No | No  | No | No | No       | Si   | No    |
| Cannone Bob-omba        | No  | No | No            | No          | No | No  | No | No | No       | Si   | No    |
| Cubo di monete/Blocco ? | No  | No | No            | No          | No | No  | No | No | No       | Si   | Si    |
| Anello scatto           | No  | No | No            | No          | No | No  | No | No | No       | Si   | No    |
| Categnaccio             | No  | No | No            | Si          | No | No  | No | No | No       | No   | No    |
| Cuore                   | No  | No | No            | Si          | No | No  | No | No | No       | Si   | No    |
| Fungo velenoso          | Si  | No | No            | No          | No | No  | No | No | No       | No   | No    |
| Guscio di Bowser        | No  | No | No            | Si          | No | No  | No | No | No       | Si   | No    |
| Giga Bob-omba           | No  | No | No            | No          | No | No  | No | No | No       | Si   | No    |
| Nuvola grigia           | No  | No | No            | No          | No | Si  | No | No | No       | No   | No    |
| Sette portafortuna      | No  | No | No            | No          | No | No  | Si | No | No       | Si   | No    |
| Superfoglia             | No  | No | No            | No          | No | No  | Si | No | No       | Si   | No    |
| Super campanella        | No  | No | No            | No          | No | No  | No | No | No       | Si   | No    |
| Capsula                 | No  | No | No            | No          | No | No  | No | No | No       | Si   | No    |
| Guscio moneta           | No  | No | No            | No          | No | No  | No | No | No       | No   | Si    |
| Kamek                   | No  | No | No            | No          | No | No  | No | No | No       | No   | Si    |